# Trogon à queue blanche
Trogon viridis
Espèce
Statut de conservation UICN

 LC  : Préoccupation mineure
Le Trogon à queue blanche (Trogon viridis) est une espèce d'oiseau de la famille des Trogonidae.

## Habitat et répartition
Son aire s'étend à travers les forêts humides tropicales d'Amérique du Sud, incluant l'Amazonie, le bouclier guyanais, Trinidad et la forêt atlantique.